# 黎映日

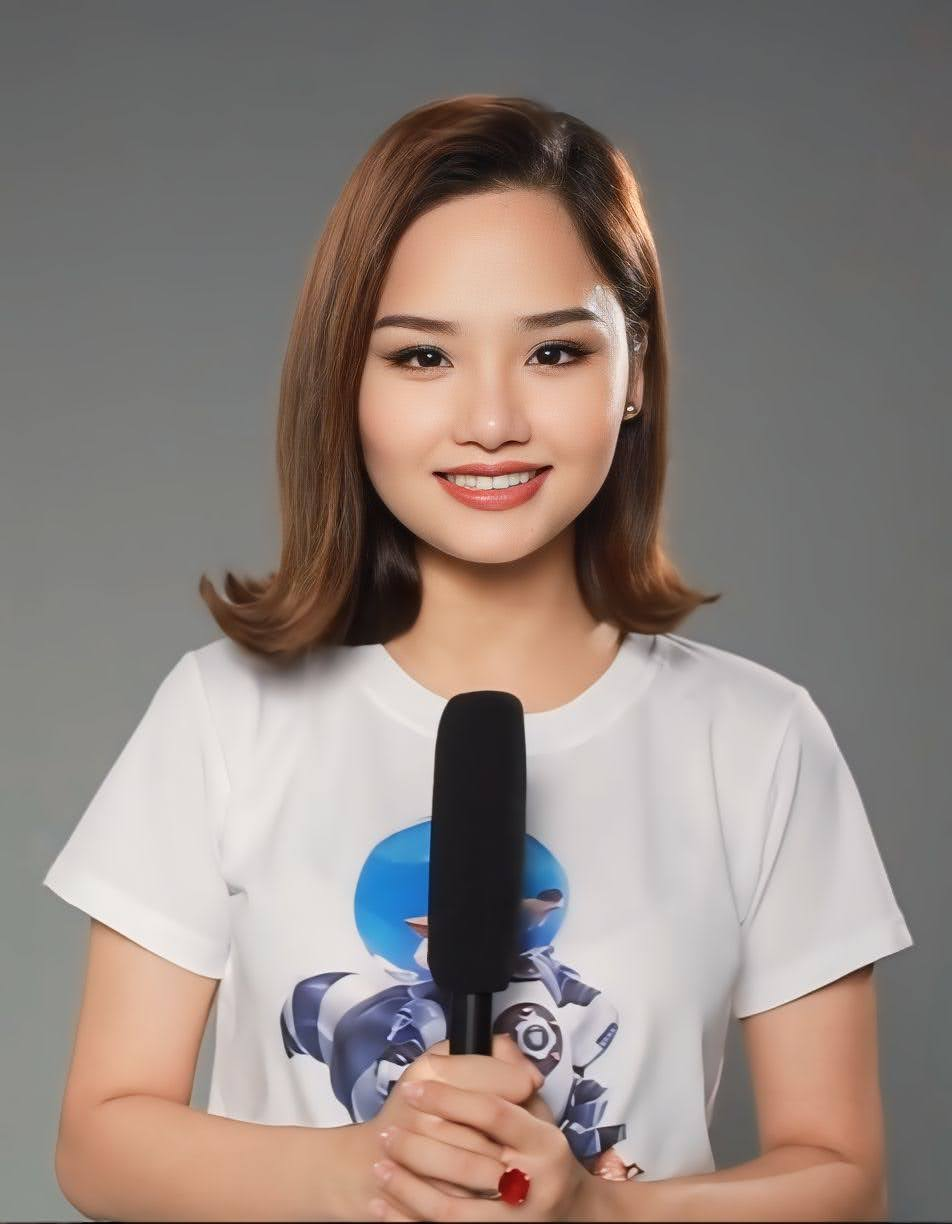

黎映日（藝名：Miu Lê，1991年7月5日—）是越南女演員、歌手，胡志明市人。她第一次為公眾所知是在電影《白衣天使般》中飾演女主角朱莉·妙（July Miu），其藝名妙·黎也正來自於此。經過一段時間的沉寂後，妙·黎選擇以歌手的身份出現，她的《寂空間》、《我一人》受到歌迷的好評，因此決定認真追求音樂事業。
2025年，黎映日加入了《美丽女孩说嗨》电视节目。

## 網站
- 妙·黎的Facebook專頁